# Renia exserta
Renia exserta är en fjärilsart som beskrevs av Smith 1909. Renia exserta ingår i släktet Renia och familjen nattflyn. Inga underarter finns listade.